# 23791 Kaysonconlin
23791 Kaysonconlin è un asteroide della fascia principale. Scoperto nel 1998, presenta un'orbita caratterizzata da un semiasse maggiore pari a 2,3588394 UA e da un'eccentricità di 0,1102652, inclinata di 5,40506° rispetto all'eclittica.